# Zwartmaskerfrankolijn
De zwartmaskerfrankolijn (Pternistis castaneicollis atrifrons) is een vogel uit de familie fazantachtigen (Phasianidae). De wetenschappelijke naam van de soort is voor het eerst geldig gepubliceerd in 1930 door Henry Boardman Conover  die hem beschreef als  Francolinus atrifrons. Daarna werd de soort meestal als ondersoort beschouwd van de roestkopfrankolijn (P. castaneicollis).

## Herkenning
De vogel  is 40 cm lang.  Deze frankolijn is veel lichter op de borst en buik dan de roestkopfrankolijn. De buik is bijna egaal roomwit. Verder is kenmerkend het zwarte masker rond het oog.

## Verspreiding en leefgebied
De soort komt voor in  zuidelijk Ethiopië (Afrika). Het leefgebied ligt tussen de 1500 en 2200 m boven zeeniveau en bestaat uit open extensief begraasde landschappen met veel dicht struikgewas afgewisseld met wat hoger opgaande vegetatie en bomen. De vogel mijdt aangrenzend akkerland.

## Status
De zwartmaskerfrankolijn heeft een beperkt verspreidingsgebied en daardoor is de kans op uitsterven aanwezig. In 2016 werd dit risico nog laag ingeschat. In 2018 werd de grootte van de populatie door BirdLife International geschat op 1000 tot 2500 volwassen individuen. De populatie-aantallen nemen af door habitatverlies. Het leefgebied wordt aangetast door ontbossing door de winning van brandhout. Verder verdroogt het gebied, mogelijk door klimaatverandering en wordt er op de vogel gejaagd. Om deze redenen staat deze soort als bedreigd op de Rode Lijst van de IUCN.